# Baramgwa hamkke sarajida
Baramgwa hamkke sarajida (바람과 함께 사라지다?), noto anche con il titolo internazionale The Grand Heist, è un film del 2012 diretto da Kim Joo-ho.

## Trama
Undici persone elaborano un astuto piano per rubare blocchi di ghiaccio dal grande valore, custoditi nei depositi reali.